# Velká Británie na zimních olympijských hrách
Velká Británie na zimních olympijských hrách startuje od roku 1924. Toto je přehled účastí, medailového zisku a vlajkonošů na dané sportovní události.

## Účast na Zimních olympijských hrách
| Dějiště ZOH                 | ZOH      | Vlajkonoš                                           | Zlatá medaile | Stříbrná medaile | Bronzová medaile | Celkem |
| --------------------------- | -------- | --------------------------------------------------- | ------------- | ---------------- | ---------------- | ------ |
| 1924 Chamonix               | ZOH 1924 | nebyl                                               | 1             | 1                | 2                | 4      |
| 1928 Svatý Mořic            | ZOH 1928 | nebyl                                               |               |                  | 1                | 1      |
| 1932 Lake Placid            | ZOH 1932 | Mollie Phillips                                     |               |                  |                  | 0      |
| 1936 Garmisch-Partenkirchen | ZOH 1936 | Freddie McEvoy                                      | 1             | 1                | 1                | 3      |
| 1948 Svatý Mořic            | ZOH 1948 | Graham Sharpe                                       |               |                  | 2                | 2      |
| 1952 Oslo                   | ZOH 1952 | John Nicks                                          | 1             |                  |                  | 1      |
| 1956 Cortina d'Ampezzo      | ZOH 1956 | Stuart Parkinson                                    |               |                  |                  | 0      |
| 1960 Squaw Valley           | ZOH 1960 | John Moore                                          |               |                  |                  | 0      |
| 1964 Innsbruck              | ZOH 1964 | Keith Schellenberg                                  | 1             |                  |                  | 1      |
| 1968 Grenoble               | ZOH 1968 | Robin Dixon                                         |               |                  |                  | 0      |
| 1972 Sapporo                | ZOH 1972 | Mike Freeman                                        |               |                  |                  | 0      |
| 1976 Innsbruck              | ZOH 1976 | John Curry                                          | 1             |                  |                  | 1      |
| 1980 Lake Placid            | ZOH 1980 | Jeremy Palmer-Tomkinson                             | 1             |                  |                  | 1      |
| 1984 Sarajevo               | ZOH 1984 | Christopher Dean                                    | 1             |                  |                  | 1      |
| 1988 Calgary                | ZOH 1988 | Nick Phipps                                         |               |                  |                  | 0      |
| 1992 Albertville            | ZOH 1992 | Wilf O'Reilly                                       |               |                  |                  | 0      |
| 1994 Lillehammer            | ZOH 1994 | Mike Dixon                                          |               |                  | 2                | 2      |
| 1998 Nagano                 | ZOH 1998 | Mike Dixon                                          |               |                  | 1                | 1      |
| 2002 Salt Lake City         | ZOH 2002 | Mike Dixon                                          | 1             |                  | 1                | 2      |
| 2006 Turín                  | ZOH 2006 | Rhona Martin                                        |               | 1                |                  | 1      |
| 2010 Vancouver              | ZOH 2010 | Shelley Rudman                                      | 1             |                  |                  | 1      |
| 2014 Soči                   | ZOH 2014 | Jon Eley                                            | 1             | 1                | 2                | 4      |
| 2018 Pchjongčchang          | ZOH 2018 | Lizzy Yarnoldová (zahájení) Billy Morgan (ukončení) | 1             | 0                | 4                | 5      |
| 2022 Peking                 | ZOH 2022 | Eve Muirhead Dave Ryding                            | 1             | 1                |                  | 2      |
| 2026 Milán                  | ZOH 2026 |                                                     |               |                  |                  |        |
| Celkem                      | 24       |                                                     | 12            | 5                | 16               | 33     |
| Zdroj na Olympedia.org      |          |                                                     |               |                  |                  |        |